# D.A.R.E.
D.A.R.E. (kratica za angleško: Drug Abuse Resistance Education) je preventivni program vzgoje v zvezi zlorabe prepovedanih substanc, katerega namen je preprečevanje uporabe kontroliranih drog, vključevanje v tolpe in nasilnega vedenja. Program je bil ustanovljen v Los Angelesu leta 1983, kot skupna iniciativa takratnega načelnika LAPD Daryla Gatesa in Združenega šolskega okoliša Los Angelesa, v obliki nadzorne strategije ameriške vojne proti drogam, na strani odjemalcev.
Študenti, ki pristopijo k programu, podpišejo zaprisego, da ne bodo uživali droge in se ne vključevali v tolpe. S strani lokalnih policistov so seznanjeni o uradnih ugotovitvah vlade glede nevarnostih rekreativne uporabe drog. Učni program je interaktiven in traja deset tednov. 
Operativni proračun programa D.A.R.E., se je znižal, in sicer z 10 milijonov dolarjev v letu 2002, na 3,7 milijona dolarjev v letu 2010. Padec proračuna je sledil objavi vladnih poročil, ki so enotno diskreditirali učinkovitost programa. D.A.R.E. je uveljavil nov učni načrt, oblikovan na podlagi dela raziskovalcev univerz Penn State in Arizona State.
Program ima v ZDA sedež v Inglewoodu v Kaliforniji, leta 1995 pa se je razširil tudi v Veliko Britanijo.